# AVTuber
AVtuber（エイブイチューバー）は、成人向けのコンテンツを提供しているバーチャルYouTuberの総称を指す語。

## 概要
頭文字のAはAdult（アダルト）のAであり、AVとは付くが従来のアダルトビデオとは異なりVはVirtual（バーチャル）のVである。
YouTubeは成人向けコンテンツやASMRに対してルールが厳しくなり、このためAVTuberももとはYouTube上で活動するバーチャルYouTuberを源流としてはいるが、FC2liveやPornhubなど他のプラットフォームをメインの活動場所とする配信者も多い。

## 歴史
AVtuberに該当する配信者が登場したのはChaturbateやPornhubなどで活動するバーチャルカムガール「プロジェクト メロディ」が最初と言われている。活動開始は2019年7月7日。
日本では、時を同じくして2019年7月29日にVtuber事務所「えもえちプロダクション」よりAV(アダルトビデオ)系の動画に特化したAVTuberの柚木凛が活動を開始した。